# رضا خوشنویس

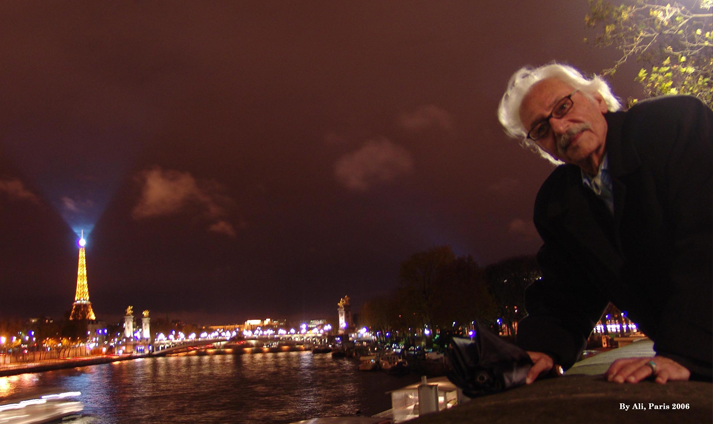

رضا خوشنویس که در جوانی شهرتش رضا تفنگچی بود، از شخصیت‌های مجموعه تلویزیونی هزاردستان اثر علی حاتمی است.
این نقش را در مجموعه تلویزیونی هزاردستان جمشید مشایخی بازی کرده است و می‌توان رضا را نمادی از میرزامحمدحسین‌خان قزوینی یا کریم دواتگر دانست. کریم دواتگر به‌علت تهدید به فاش کردن اسرار کمیته مجازات، به‌دست رشیدالسلطان به قتل رسید و میرزامحمدحسین‌خان تبعید شد. شخصیت رضا نیز به خراسان تبعید شد، با دختر صاحب‌منصبی ازدواج کرد و خوشنویس شد. در پایان در حوادث پس از شهریور ۱۳۲۰ به دستور خان مظفر کشته شد.

## زندگی
رضا تفنگچی در اواخر حکومت احمدشاه، تیرانداز قابلی بود و «تفنگچی خاصه» یکی از شاهزاده‌های قاجار به حساب می‌آمد. با نازشستی که در هر شکار از شازده می‌گرفت سور و ساتش همیشه به راه بود. تا این که با مرد صحافی به نام ابوالفتح (با بازی علی نصیریان) آشنا شد.
ابوالفتح او را به خاطر مهارتش در تیراندازی برای مأموریتی در نظر گرفت. این مأموریت که به دستور کمیته مجازات انجام می‌شد عبارت بود از ترور اسماعیل خان، رئیس محتکر انبار غله تهران. رضا اسماعیل خان را با شلیک گلوله ترور کرد. پس از آن مأمور تأمینات (باقرمیرزا با بازی جهانگیر فروهر) به رضا مشکوک شده و همه‌جا مثل سایه او را تعقیب می‌کرد. سپس کمیته مجازات برنامه ترور متین‌السلطنه، مدیر روزنامه عصر جدید را طرح‌ریزی کرد. متین‌السلطنه که در روزنامه‌اش علیه ترورهای کمیته قلم می‌زد، متهم به خیانت و غرب‌شیفتگی شد. رضا او را هم به قتل رساند.
پس از این ترور ابوالفتح بار دیگر به سراغ رضا می‌آید و از نقشه ترور دیگری با او حرف می‌زند. کسی که از او با اسم رمز «هزاردستان» یاد می‌شود. ابوالفتح هزاردستان را سردستهٔ خائنین به مملکت می‌نامد. این ترور منتفی می‌شود چون هزاردستان که از نقشهٔ قتلش باخبر شده با پرداخت پول به کمیته جان خود را می‌خرد.
شبی رضا دوباره دمی به خمره می‌زند. میرزاباقر که در محفل حاضر است فرصت را مناسب می‌بیند و با او حرف می‌زند. رضا در مستی حرف‌هایی دربارهٔ قتل‌ها می‌زند. شعبون استخونی (با بازی محمدعلی کشاورز) که از لات‌ها و اوباش بنام شهر است و در این زمان از کمیته پول می‌گیرد، رضا را از خانه بیرون می‌کشد و کتک می‌زند. رضای کتک‌خورده به خانه برمی‌گردد و می‌بیند که ابوالفتح منتظر اوست. ابوالفتح به رضا خبر می‌دهد که فرمان قتلش صادر شده و از او می‌خواهد از تهران بگریزد. خود ابوالفتح هم که معتقد است کمیته از مسیر اصلی‌اش منحرف شده (هزاردستان کمیته را خریده) خیال دارد زن و فرزندش را از تهران خارج کند.
میرزاباقر به سراغ رضا می‌آید و از او می‌خواهد اسرار کمیته را فاش کند تا تحت حمایت دولت قرار بگیرد. رضا حاضر به اعتراف نمی‌شود. شعبان استخونی رضا و میرزاباقر را در حال صحبت می‌بیند و در فرصتی مناسب میرزاباقر را می‌کشد و به سراغ رضا می‌رود. رضا فرار می‌کند و به مشهد می‌رود.
رضا به خراسان تبعید شد، با قمربانو (با بازی شهلا میربختیار) دختر صاحب‌منصبی ازدواج کرد و خوشنویس شد. آنها مدتها در مشهد و به دور از جنجال‌های سیاسی تهران زندگی می‌کردند تا اینکه مفتش شش‌انگشتی (با بازی داود رشیدی) خلوت این زن و شوهر پیر را برهم می‌زند و رضا را به علتی نامعلوم دستگیر کرده، با تهدید و ارعاب و شکنجه از او می‌خواهد به جرمی نامشخص اعتراف کند.
مفتش شش‌انگشتی پس از مدتی رضا را آزاد می‌کند. معلوم می‌شود که او به قصد سرکیسه کردن رضا او را دستگیر کرده. اما رضا خیال بازگشت به خانه‌اش را ندارد. او که زیر بازجویی‌های مفتش به خاطرات جوانی بازگشته است می‌خواهد به تهران برود و مأموریت ناتمام، یعنی ترور هزاردستان، را به انجام برساند.
رضا در گراندهتل ساکن می‌شود. در رستوران با خان مظفر (با بازی عزت‌الله انتظامی) ملاقات می‌کند. خان مظفر، حاکم قبلی کرمان مردی ثروتمند و بسیار بانفوذ است. خان مظفر به او سفارش کتابی خطی از خاطرات خودش را می‌دهد. رضا می‌پذیرد. در حین نوشتن خاطرات متوجه می‌شود که پس از رفتن او، ابوالفتح دستگیر و در زندان به دست همبندش، شعبان استخوانی، کشته شده‌است. در ضمن پی می‌برد که خان مظفر همان هزاردستان است.
خوشنویس کل داستان را برای مفتش تعریف می‌کند و به او می‌گوید فرمان قتل مفتش هم صادر شده و از او برای ترور خان مظفر کمک می‌خواهد. مفتش می‌گوید مبارزه با مردی که سر همه رشته‌ها در دست اوست محکوم به شکست است. کمی بعد مفتش توسط غلام‌عمه به خونخواهی شعبان و به دستور خان کشته شد.
خوشنویس با سیدمرتضی که از مبارزان مسلمان است موضوع هزاردستان را درمیان می‌گذارد و می‌گوید که تنها تا زمانی که کار نوشتن خاطرات خان تمام نشده زنده است و پس از آن به قتل می‌رسد؛ بنابراین خیال دارد خود کار هزاردستان را تمام کند. رضا از بالکن اتاقش در گراندتل وارد اتاق خان می‌شود. اما در تختخواب خان، سرگارسون هتل (با بازی جهانگیر فروهر) خوابیده است. رضا قادر به شلیک نیست پس سرگارسون او را از بالکن به بیرون پرتاب کرده و می‌کشد.